# Wienerbryggeriet

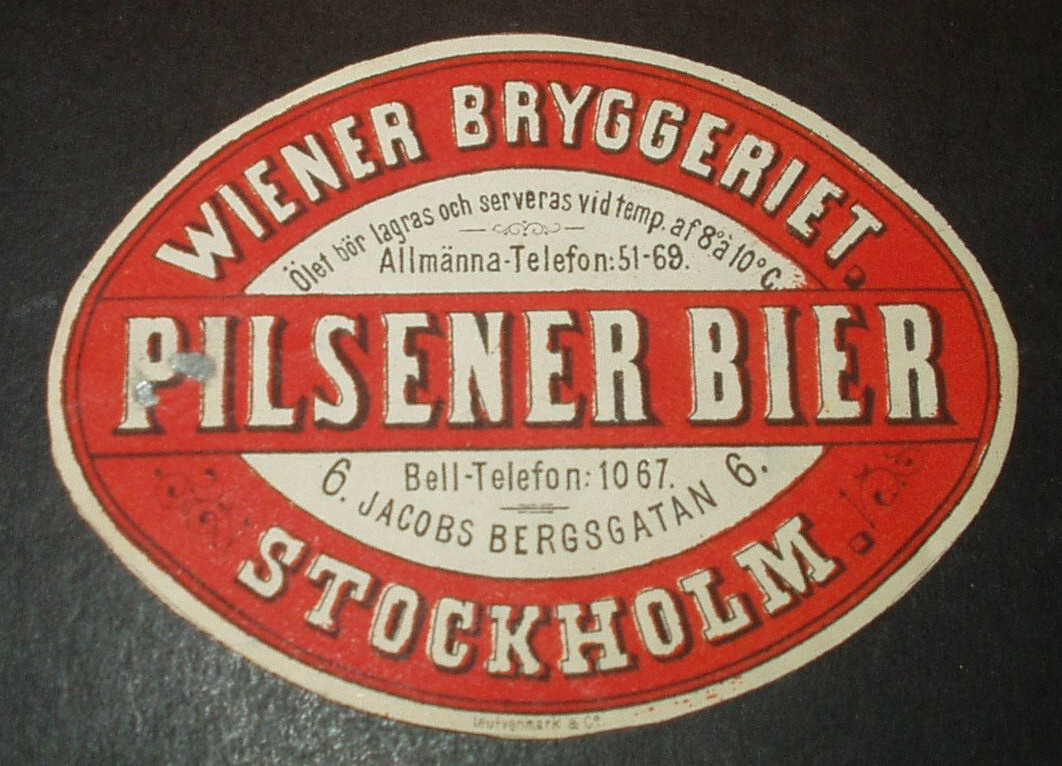
Etikett för Pilsener Bier.

Wienerbryggeriet var ett ölbryggeri som hade sina lokaler i kvarteret Vildmannen på hörntomten vid dagens Biblioteksgatan 9 / Jakobsbergsgatan 6 på Norrmalm i Stockholm. Bryggeriets verksamhet började på 1670-talet och slutade 1894.

## Historik
Förutsättningen för bryggeriverksamhet med gott resultat var och är tillgång till bra dricksvatten. Sådant fanns på östra sidan av den vattenförande Brunkebergsåsen, närmare bestämt i kvarteret Willman (dagens kvarter Vildmannen). Här började redan på 1670-talet en bryggeriverksamhet. På 1850 och 1860-talen innehades bryggeriet av Herman Edvald Askegren (1819–1903) som tillämpade de av Fredrik Rosenquist år 1843 i Sverige introducerade bayerska tillverkningsmetoderna för underjäst öl.

## Bryggeriet under Simonsson

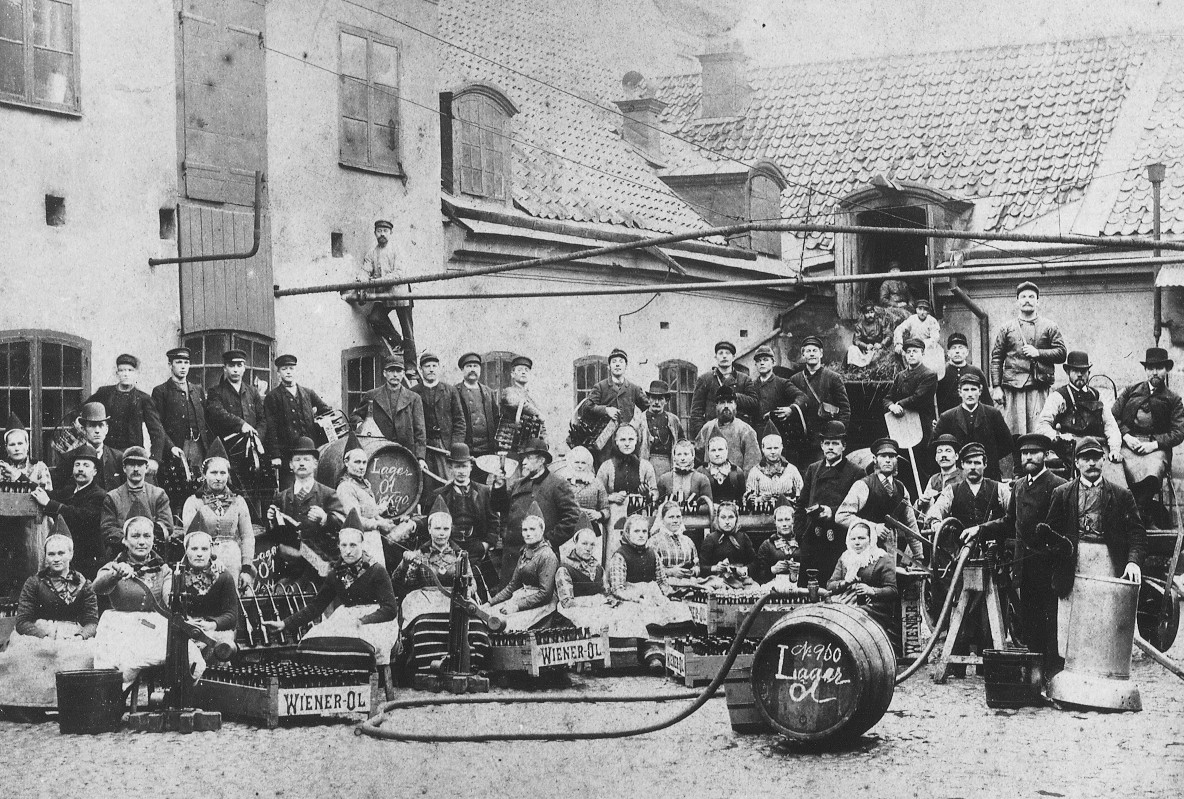
Wienerbryggeriets personal i kvarteret Vildmannen på 1870- eller 1880-talet.

Bryggeriets ursprungliga namn är inte känt men 1868 uppkallade den nye ägaren, speceri- och viktualiehandlaren Peter Magnus Simonsson (1829–1904), sitt bryggeri efter staden Wien. Ett tyskklingande stadsnamn var vanlig enligt den då rådande traditionen bland Stockholms bryggare. Namnet skulle antyda att man bryggde ett tyskt öl av lagertyp och med hög kvalitet (se Münchenbryggeriet, Hamburgerbryggeriet och Nürnbergs Bryggeri). 
Wienerbryggeriet förblev ett privatbryggeri, helägt av Simonsson och drivet som familjeföretag. Hans söner var anställda som bryggmästare: äldste sonen Nicolaus Magnus mellan 1875 och 1891 och Otto Fredrik från 1892. Den yngste sonen, Knut, var den siste bryggmästaren mellan 1893 och 1894. Han kom 1905 att bli bryggmästare på Münchenbryggeriet medan brodern Nicolaus Magnus efter 1894 blev direktör för Münchenbryggeriet. Eftersom platsen i kvarteret Vildmannen var begränsad bedrevs verksamheten på tio olika egendomar belägna i tre av Stockholms församlingar. Mälteriet drevs i tre fastigheter, jäskällare i två, lagerkällare i åtta och stall i fem. Bland produkterna fanns Pilsener Bier, Pilsenerdricka, Lageröl, Wiener Öl och Iskällardricka.
Till en början var Simonssons Wienerbryggeri framgångsrikt men konkurrensen från Stockholms storbryggerier blev allt större och i början av 1890-talet var Wienerbryggeriet uträknat. På nyåret 1890 inleddes förhandlingar med det nybildade Stockholms bryggerier om köp, men avbröts och återupptogs igen 1894. Ett köpeavtal förhandlades fram med Stockholms bryggeriers ägare, bankiren Louis Fraenckel och samma år lades verksamheten ner. 1895 revs byggnaderna i kvarteret Vildmannen och den exklusiva fastigheten Vildmannen 7 uppfördes där Wienerbryggeriet hade sina lokaler.